# Таранько Олександра Порфирівна
Олександра Порфирівна Таранько (25 грудня 1928, селище Котлубань, тепер Городищенського району Волгоградської області, Російська Федерація — ?, селище Тростянець Ічнянського району Чернігівської області) — українська радянська діячка, телятниця племзаводу «Тростянець» Ічнянського району Чернігівської області. Депутат Верховної Ради СРСР 6-го скликання.

## Життєпис
Народилася 25 грудня 1928 року в селянській родині Порфира Кущового. Батько працював скотарем (загинув під час німецько-радянської війни), мати — бригадиром телятниць радгоспу. Освіта початкова.
У 1942—1944 роках — телятниця радгоспу Сталінградської області РРФСР.
з 1944 року — телятниця, бригадир телятників племзаводу «Тростянець» смт. Тростянець Ічнянського району Чернігівської області.
Потім — на пенсії в селищі Тростянець Ічнянського району Чернігівської області.

## Нагороди
- орден Леніна
- орден Трудового Червоного Прапора
- Мала золота медаль ВДНГ
- медалі